# Атанасий Ангел
Атанасий Ангел Попа (на румънски: Atanasie Anghel Popa) е румънски духовник, православен митрополит на Алба Юлия в Трансилвания и първият румънски униатски епископ.
Роден около 1660 година в семейство на свещеник, той е ръкоположен за епископ на Алба Юлия на 22 януари 1698 година. По късно през същата година той провежда събор на епархията си, който сключва уния с Католическата църква.
Атанасий Ангел умира на 19 август 1713 година в Алба Юлия.